# Bathyhalacarus
Bathyhalacarus (лат.) — род морских тромбидиформных клещей семейства Halacaridae из надотряда Acariformes.

## Описание
Морские клещи микроскопических размеров. Длина тела от 400 мкм до 700 мкм. Рострум почти равен основанию гнатосомы. Пальпы четырёхчлениковые, прикреплены латерально. Из четырех пар ног две передние обращены вперед, а две — назад. Относительно короткие ноги имеют шесть сегментов. Тело слабо склеротизовано. Дорзум с 6 парами щетинок..

## Классификация
Включает около 10 видов. Род входит в состав подсемейства Halacarinae Murray, 1877.
- Bathyhalacarus abyssiculus Bartsch, 1982[5]
- Bathyhalacarus acanthophorus Bartsch, 1982[5]
- Bathyhalacarus aculifer Bartsch, 1982[5]
- Bathyhalacarus acutus Bartsch, 1982[5]
- Bathyhalacarus angustops (Newell, 1984)[6]
- Bathyhalacarus anomalus Bartsch, 2005[7]
- Bathyhalacarus atlanticus Bartsch, 1982[5]
- Bathyhalacarus dictyotus Bartsch, 1989[8]
- Bathyhalacarus humboldti (Newell, 1967)
- Bathyhalacarus quadricornis Sokolov & Yankovskaya, 1968[4]
- Bathyhalacarus sordidus Bartsch, 1989[8]
- Bathyhalacarus speciosus Bartsch, 1989[8]